# Romée Maarschalkerweerd
Romée Maarschalkerweerd (Naaldwijk, 26 september 2004) is een Nederlandse handbalster die uitkomt voor het Deense Horsens HK en het Nederlands handbalteam.

## Biografie
Maarschalkerweerd werd geboren in een handbalfamilie. Haar oma en moeder beoefenden de sport op amateurniveau, haar zus Britt Maarschalkerweerd heeft bij VOC Amsterdam in de eredivisie gehandbald

### Clubcarrière
Maarschalkerweerd handbalde bij WPK/Westlandia, en 1 jaar voor RKHV Quintus alvorens ze de overstap maakte naar VOC Amsterdam. Met de Amsterdammers werd ze meermaals landskampioen. In 2024 maakte ze, na een succesvolle stage te hebben gevolgd, de overstap naar het Deense Horsens HK.

### Interlandcarrière
In 2021 nam Maarschalkerweerd met Nederland -17 deel aan het EK -17 in Tbilisi, Georgië. Ze wist op dit toernooi Europees kampioen te worden en werd na afloop van het toernooi uitgeroepen tot 'beste speelster' en 'beste cirkelloopster'.
Maarschalkerweerd maakte in 2024 haar debuut in het Nederlandse handbalteam. In november 2024 werd Maarschalkerweerd opgenomen in de selectie van Nederland voor het EK 2024. De nieuwe bondscoach Henrik Signell nam Maarschalkerweerd op in zijn selectie als onderdeel van de nieuwe lichting Nederlandse handbalsters.

## Onderscheidingen
- - Europees kampioen met Nederland -17 1× (2021)
- - Nederlands kampioen 1× (2022/23)